# Доротея Софія Шлезвіг-Гольштейн-Зондербург-Глюксбурзька
Доротея Софія Шлезвіг-Гольштейн-Зондербург-Глюксбурзька (нім. Dorothea Sophie von Schleswig-Holstein-Sonderburg-Glücksburg, 28 вересня 1636 — 6 серпня 1689) — представниця династії Глюксбургів, донька данського герцога Філіпа Шлезвіг-Гольштейн-Зондербург-Глюксбурзького та німецької принцеси Софії Ядвіґи Саксен-Лауенбурзької, дружина князя Брауншвейг-Люнебурга Крістіана Людвіга, а після його смерті — правителя Бранденбурга-Пруссії Фрідріха Вільгельма Гогенцоллерна.

## Біографія
Народилась 28 вересня 1636 року у Глюксбурзі. Була десятою дитиною та п'ятою донькою в родині першого герцога Шлезвіг-Гольштейн-Зондербург-Глюксбурга Філіпа та його дружини Софії Ядвіґи Саксен-Лауенбурзької. Мала старших сестер Марію Єлизавету, Софію Ядвіґу, Августу та Крістіану й братів Йоганна, Франца, Крістіана й Адольфа. Згодом в сім'ї народилися ще чотири молодші доньки, з яких вижила лише Ядвіґа.
Батько був одним із молодших синів герцога Шлезвіг-Гольштейн-Зондербургу Ганса II й отримав найменшу частину його земель, однак зміг фактично подвоїти свої території. Резиденцією сімейства був замок Глюксбург на Фленсбурзькому фіорді.
На свій 17-й день народження Доротея взяла шлюб із 31-річним князем Брауншвейг-Люнебурга Крістіана Людвігом. Весілля відбулося 9 жовтня 1653 року в Целле. Дітей у подружжя не було. За одинадцять років Крістіан Людвіг пішов з життя. Від 1665 року княгиня мешкала у великому замку Герцберг, виділеному їй як удовина доля. Її батьки до цього часу вже померли.
У 31-річному віці Доротея Софія взяла другий шлюб із 48-річним правителем Бранденбурга-Пруссії Фрідріхом Вільгельмом Гогенцоллерном. Для нареченого це був другий шлюб. Від першого він мав трьох синів, втім, старший з них помер за кілька років під час Франко-голландської війни. Весілля пройшло 14 червня 1668 у Ґрьонінґенському замку. У подружжя народилося семеро спільних дітей.

У 1671 році Фрідріх Вільгельм подарував дружині замок Капут поблизу Потсдама.

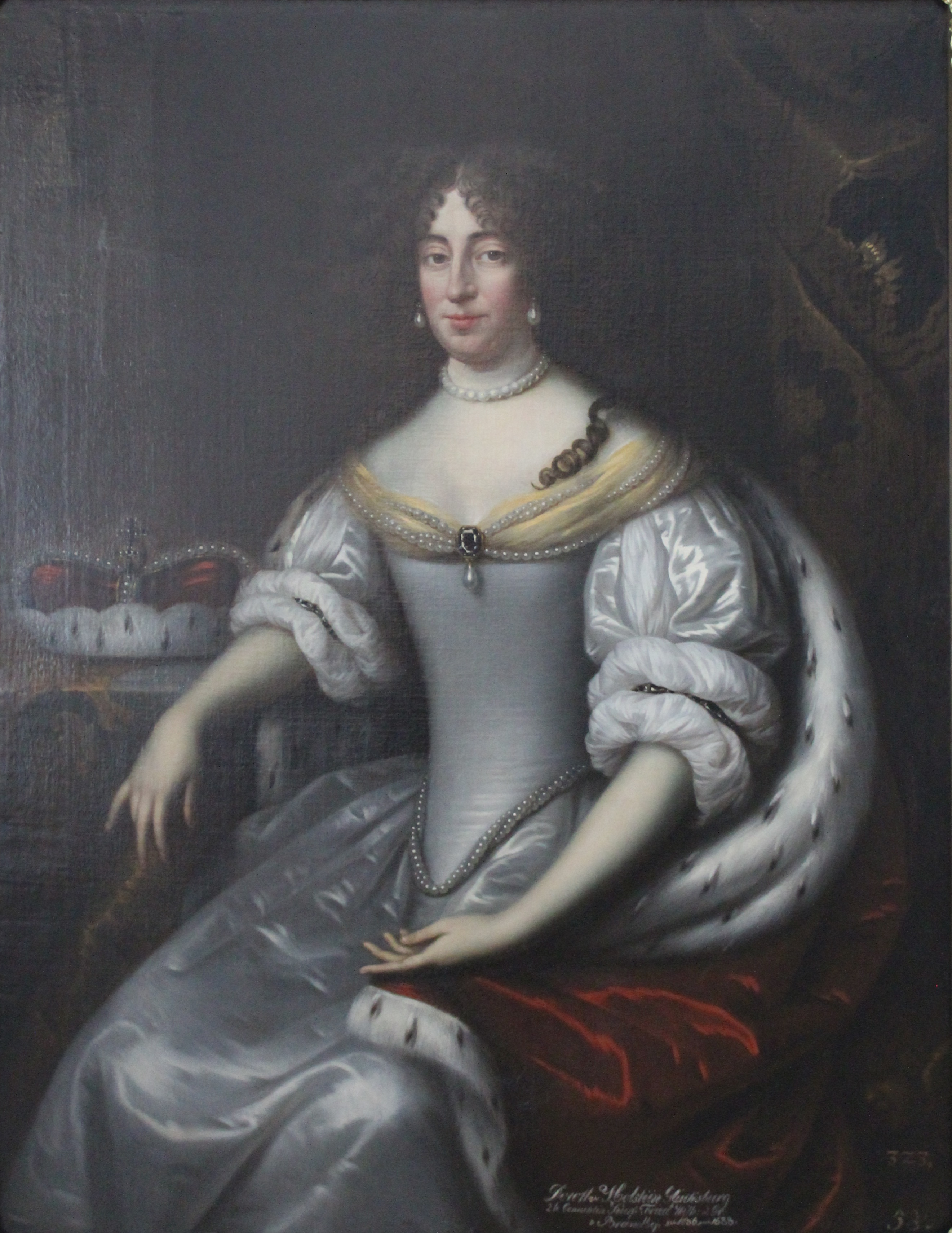
Портрет Доротеї Софії пензля Яна де Бана, 1675, замок Капут

Чоловіка Доротея супроводжувала в усіх його походах та ночувала з ним на полях боїв. Мала великий вплив на політику, Фрідріх Вільгельм обговорював із нею стратегії розвитку країни. Завдяки вмілому господарюванню та продуманим інвестиціям їй вдалося як збільшити власне багатство, так і зміцнити економіку держави. В той же час, її змальовували як інтригантку, що недобре ставилася до пасинків. Також її звинувачували в укладенні договора з Францією. Загалом, негативні відгуки переважно належать Карлу Людвигу фон Пьольницю, який не сприймався сучасниками серйозно.
Спадкоємцем Фрідріха Вільгельма вважався його старший син від першого шлюбу, хоча герцог і праг поділити свої бранденбурзькі володіння між синами від Доротеї. Через це, турбуючись про долю власних нащадків, герцогиня викупила за 26 500 талерів Бранденбург-Шведт та реконструювала Шведтський замок. Завдяки подальшим надбанням Доротеї, в її володіннях опинилися три міста, три замки, 33 села та 24 хутора, чиєму розвитку вона надалі всіляко сприяла. Навесні 1686 року в Уккермаці була закладена тютюнова плантація, яка з часом зробила місцеві землі найбільшим регіоном у Німеччині з розведення тютюну.
Незважаючи на велику корисну для країни діяльність та відданість чоловікові, серед народу Доротея була непопулярною через її постійне порівняння із попередницею.
Наприкінці квітня 1688 року Фрідріх Вільгельм помер. Доротея Софія пережила його більше, ніж на рік, і пішла з життя 6 серпня 1689 року у богемському Карлсбаді. Похована поруч із чоловіком у крипті Гогенцоллернів Берлінського собору.
Їхні нащадки володарювали у Бранденбург-Шведті протягом наступних ста років, після чого більша частина земель відійшла прусській короні. У 1776 році одна з їхніх праонук стала дружиною спадкоємця російського престола Павла Романова.

## Родина

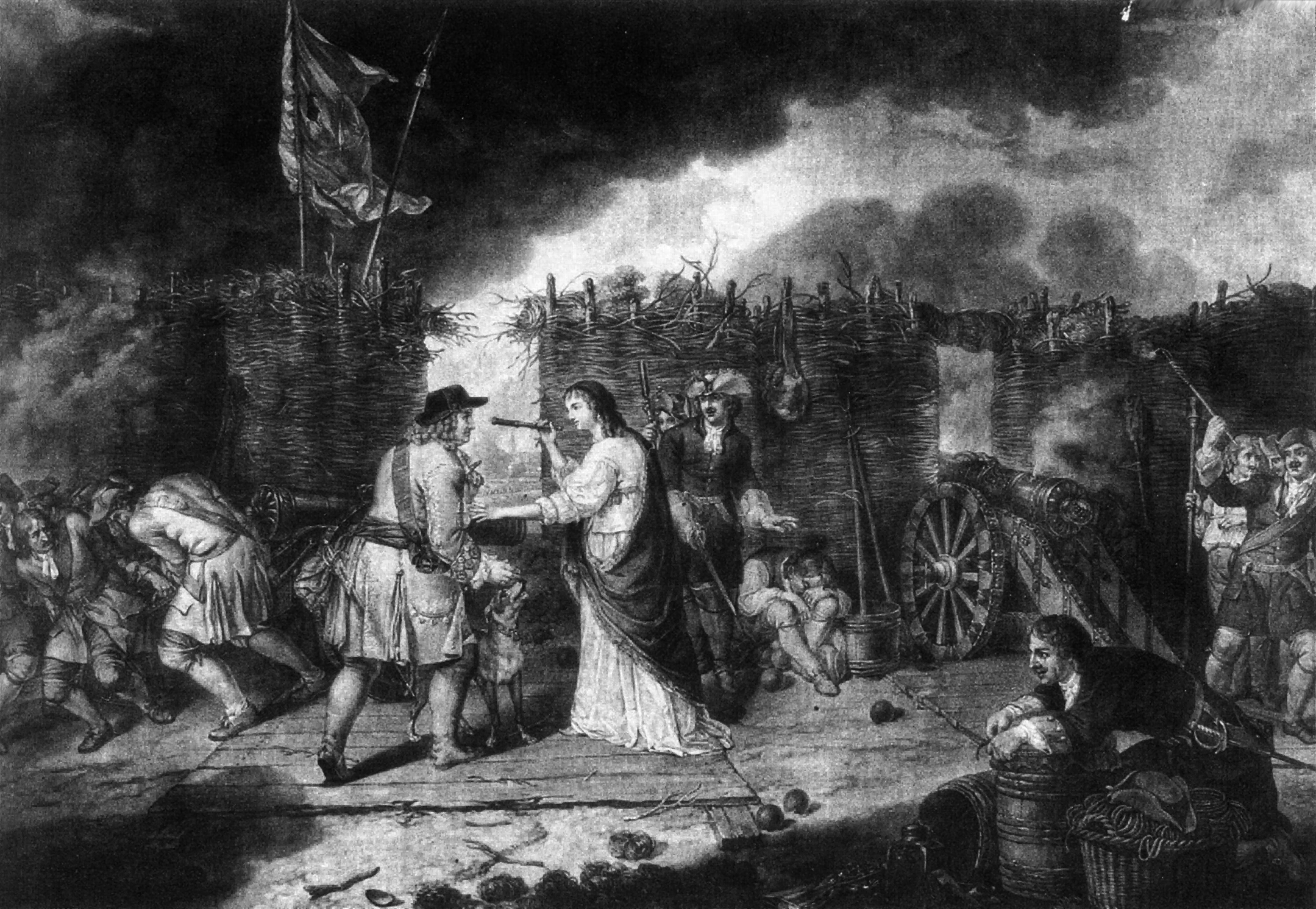
Фрідріх Вільгельм та Доротея Софія на батареї перед фортецею Анклам, захопленою у 1676 році

Чоловік —  Фрідріх-Вільгельм (маркграф Бранденбургу)
Діти:
- Філіп Вільгельм (1669—1711) — маркграф Бранденбург-Шведтський, був одружений з принцесою Ангальт-Дессау Йоганною Шарлоттою, мав шестеро дітей;
- Марія Амалія (1670—1739) — була двічі одружена, мала п'ятеро дітей від другого шлюбу;
- Альбрехт Фрідріх (1672—1731) — генерал-лейтенант, був одружений з курляндською принцесою Марією Доротеєю, мав семеро дітей;
- Карл Філіп (1673—1695) — генерал-лейтенант, був одружений з графинею Катериною Сальмоур, дітей не мав;
- Єлизавета Софія (1674—1748) — була тричі одружена, мала двох синів від першого шлюбу;
- Доротея (1675—1676) — прожила 1 рік;
- Крістіан Людвіг (1677—1734) — генерал-лейтенант,[3] одруженим не був, дітей не мав.

## Вшанування

### Судноплавство
На честь Доротеї Софії були названі судна:
- Фрегат «Доротея», спущений на воду 1679 року у Кольберзі. Наприкінці 1681 року перейменований у «Золотого лева».
- Фрегат «Фрідріх Вільгельм», спущений на воду 1679 року у Кольберзі, перейменований у «Доротею» в 1682 році.[4] Використовувався до 1692 року.